# Phaonia glauca
Phaonia glauca este o specie de muște din genul Phaonia, familia Muscidae, descrisă de Malloch în anul 1931. Conform Catalogue of Life specia Phaonia glauca nu are subspecii cunoscute.